# Достык (район Биржан сал)
Достык (каз. Достық) — упраздненное село в Енбекшильдерском районе Акмолинской области Казахстана. Входило в состав Краснофлотского сельского округа. Исключено из учетных данных в 1998 г.

## Географическое положение
Располагалось вблизи озера Шонсор, в 9 км к северо-востоку от села Краснофлотское.

## Население
По переписи 1989 г. в селе проживало 13 человек, в том числе казахи — 69 %, татары — 23 %.